# Орден Золотого и Розового Креста

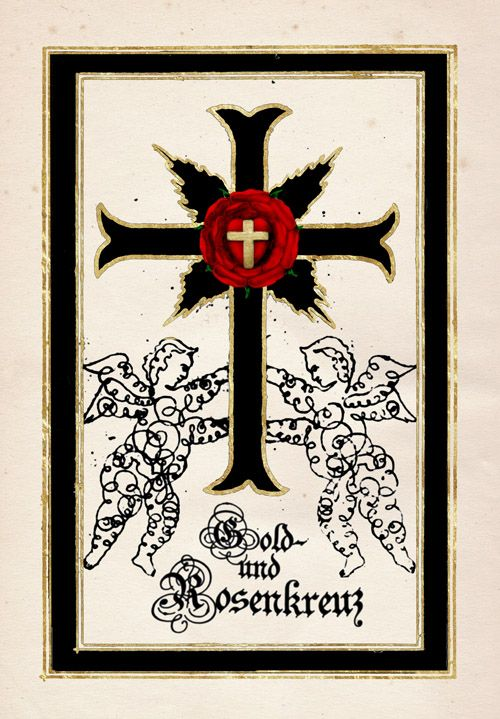
Эмблема Orden des Gold- und Rosenkreutz

Орден Золотого и Розового Креста (Order of the Golden and Rosy Cross, Orden des Gold- und Rosenkreutz, также Fraternity of the Golden and Rosy Cross) был немецкой организацией розенкрейцеров, основанной в 1750-х годах масоном и алхимиком Германом Фихтулдом. Предполагалось, что кандидаты будут мастерами-масонами с хорошей репутацией. Алхимия должна была стать центром исследований для членов ордена. Большая часть иерархической структуры этого ордена использовалась в Societas Rosicruciana в Англии (SRIA), а оттуда была заимствована в Герметический Орден Золотой Зари.

## История
Братство было основано в 1750-х годах, но неизвестно, когда оно возникло. Многие документы и книги упоминают об этом с восемнадцатого века. Например, Frater U.D. считает, что в 1710 году идея о создании ордена родилась с публикацией Зигмунда Рихтера (с использованием имени Синсеруса Ренатуса). Совершенная и истинная подготовка Философского камня в соответствии с тайной Братства Золотого и Розового Креста. В 1770-х годах заказ имел центры в Берлине, Гамбурге, Франкфурте-на-Майне, Регенсбурге, Мюнхене, Вене, Праге, Польше, Венгрии и России.
Орден медленно начал уменьшаться после смерти короля Вильгельма II.

## Структура
Орден подразделяется на:
- Градус I — Juniorus
- Градус II — Theoricus
- Градус III — Practicus
- Градус IV — Philosophus
- Градус V — Adeptus Minor
- Градус VI — Adeptus Major
- Градус VII — Adeptus Exemptus
- Градус VIII — Magister
- Градус IX — Magus